# Maso Finiguerra

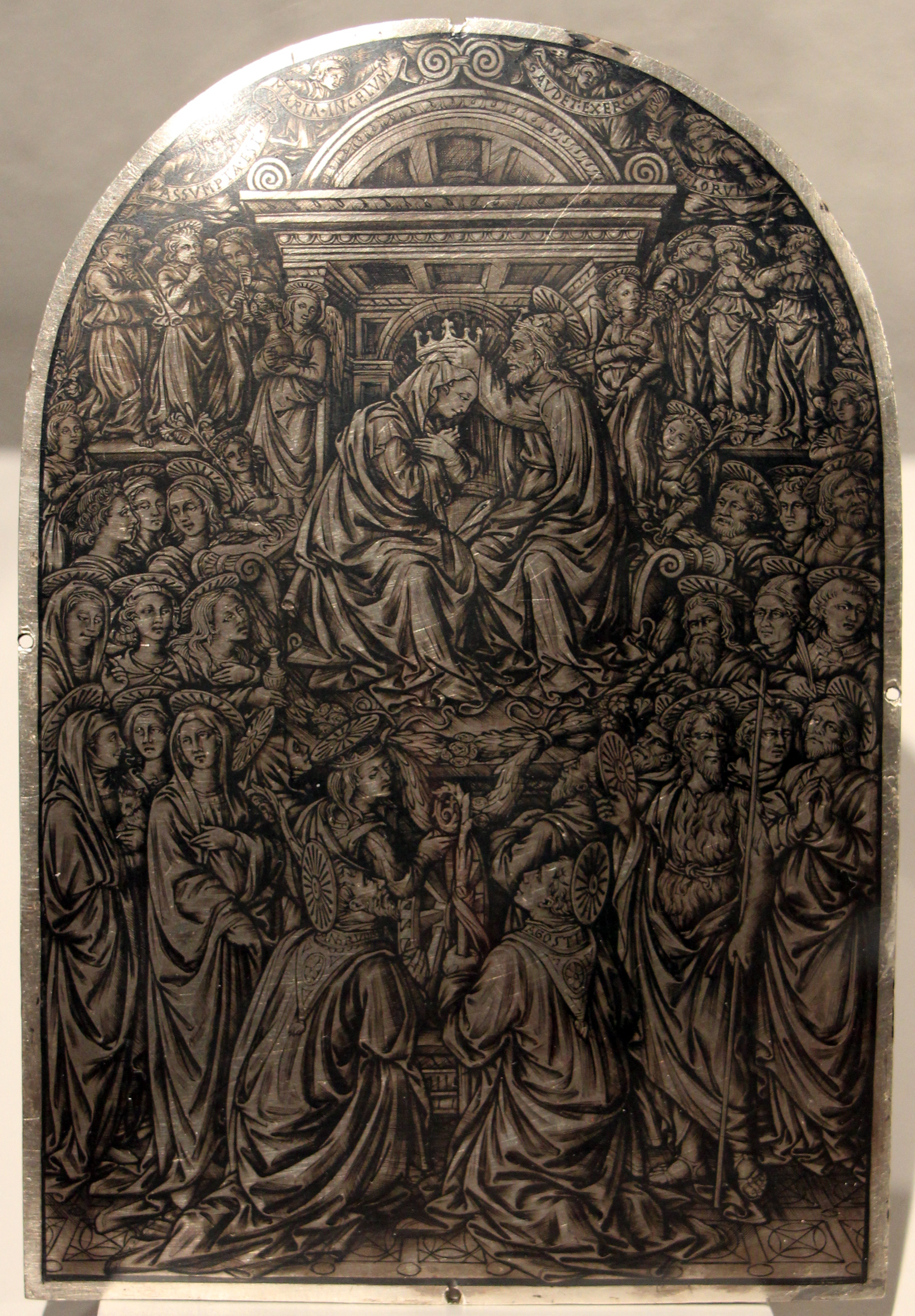
Coronation of the Virgin, 1452, Bargello

Maso Finiguerra (* März 1426 in Florenz; † 4. Dezember 1464 ebenda) war ein italienischer Goldschmied in der Renaissance.

## Leben
Finiguerra erlernte das Handwerk bei seinem Vater Antonio Finiguerra und wurde zum bekanntesten Niellokünstler seiner Zeit. Giorgio Vasari schrieb ihm auch die Erfindung des Kupferstichs zu. Zwar war das sicher nicht der Fall, doch war Finiguerra jedenfalls einer der ersten Italiener, die sich dieser Kunst bedienten.